# Panteó de la Família Capdevila
El Panteó de la Família Capdevila és una obra d'Olot (Garrotxa).

## Descripció
L'autor del panteó de la família de Joan Capdevila i Raurich fou Celestí Devesa. Quatre columnes coronades amb una creu i una bonica cadena de fosa tanquen el conjunt. La làpida és plenament d'estil modernista amb fullatges i flors estilitzades. Un àngel, vestit amb llarga túnica, amb escut al pis i espasa a la mà, presideix l'escena.

## Història
Va ser realitzat a principis de segle XX als tallers de la família Barberí, especialistes en la fabricació d'olles i campanes de bronze.